# Lecane bifurca
Lecane bifurca är en hjuldjursart som först beskrevs av David Bryce 1892.  Lecane bifurca ingår i släktet Lecane och familjen Lecanidae. Arten är reproducerande i Sverige. Inga underarter finns listade i Catalogue of Life.